# Neopsyllia amabilis
Neopsyllia amabilis är en insektsart som beskrevs av Caldwell 1947. Neopsyllia amabilis ingår i släktet Neopsyllia och familjen rundbladloppor. Inga underarter finns listade i Catalogue of Life.